# Pataliputra

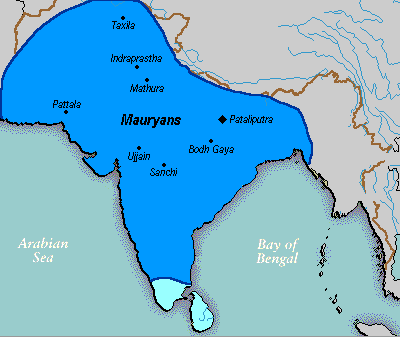
Imperium Maurjów

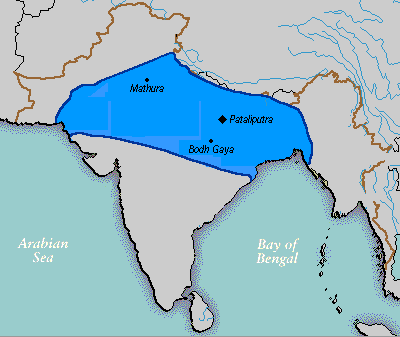
Imperium Nandów ok. 323 p.n.e.

Pataliputra (w devanagari: पाटलिपुत्र dzis. Patna) – miasto zbudowane przez Ajatashatru z dynastii Śiśunaga w 490 r. p.n.e. jako mały fort (Pataligrama) w pobliżu Gangesu, później stolica starożytnego indyskiego królestwa Magadhy, m.in. pod panowaniem  Dhana Nanda i  stolica Imperium Maurjów.

## Historia
Badania odkrytej na początku XIX wieku przez brytyjskiego geografa Jamesa Rennella i kontynuowane przez Alexandra Cunninghama i Laurence’a Waddella potwierdziły obecność drewnianych fortyfikacji z V wieku p.n.e. Znakomite położenie osady pomiędzy rzekami Ganges i Son zdecydowały o wyborze tego miejsc na stolicę swojego królestwa przez Ćandraguptę.
Pataliputrę w okresie jej świetności odwiedził na początku III wieku p.n.e. grecki historyk i geograf Megastenes w roli posła Seleukosa Nikatora. Opisał on miasto i zwyczaje dworu królewskiego Maurjów. Pałac królewski zbudowany był z drewna ze złoconymi kolumnami, otoczony licznymi ogrodami i basenami z ozdobnymi rybami.